# 纯色噪鹛
纯色噪鹛（学名：Trochalopteron subunicolor），是噪鶥科圓翅噪鶥屬的一种，是海拔迁徙的候鸟，分布于缅甸、不丹、中国大陆、越南、印度和尼泊尔。该物种的保护状况被评为无危。
纯色噪鹛的平均体重约为64.5克。栖息地包括亚热带或热带的高海拔疏灌丛和亚热带或热带的湿润山地林。该物种的模式产地在尼泊爾。

## 亚种
- 纯色噪鹛景东亚种（学名：Trochalopteron subunicolor fooksi）。分布于越南以及中国大陆的云南等地。该物种的模式产地在越南北部。[5]
- 纯色噪鹛滇西亚种（学名：Trochalopteron subunicolor griseatum）。分布于缅甸以及中国大陆的云南等地。该物种的模式产地在云南西部腾冲及怒江和龙川江间的山脉。[6]
- 纯色噪鹛指名亚种（学名：Trochalopteron subunicolor subunicolor）。分布于尼泊尔、锡金、不丹、印度以及中国大陆的西藏等地。该物种的模式产地在尼泊爾。